# Ácido hexanoico
El ácido hexanoico, también llamado ácido caproico (caper, en latín, cabra), es un ácido carboxílico derivado del hexano con, como su nombre lo sugiere, seis carbonos. Es un aceite incoloro, viscoso, con olor a cabras u otros animales de granja. Forman sales llamadas hexanoatos o caproatos. Es un ácido graso encontrado naturalmente en las grasas y aceites animales, y es uno de los compuestos químicos que le da a la semilla del ginkgo el característico brillo y mal olor al descomponerse. Además, como su nombre vulgar sugiere, es parte de los sudores de las cabras. El mal olor de los calcetines sucios se debe al ácido caproico.